# Kapningen av Achille Lauro

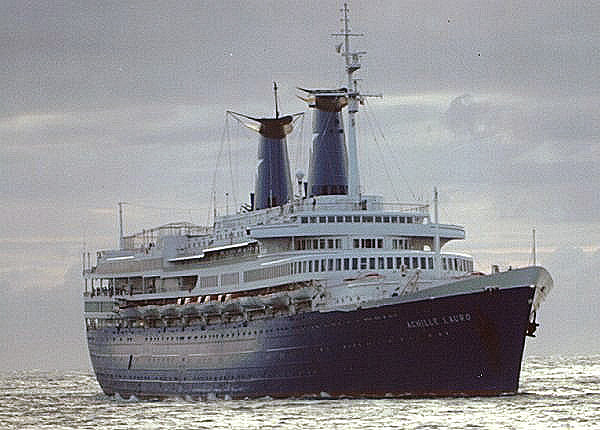
Achille Lauro ca. 1987.

Kapningen av Achille Lauro skedde i oktober 1985 och utfördes av fyra medlemmar av Palestinska befrielsefronten. Achille Lauro var ett italienskt kryssningsfartyg. Kaparna mördade en rullstolsburen judisk amerikan (Leon Klinghoffer) och kastade hans lik överbord. De krävde att 50 palestinier i israelisk fångenskap skulle friges men efter egyptisk medling gick de med på att släppa gisslan i utbyte mot fri lejd den 9 oktober. Planet de flögs iväg med efter att ha släppt gisslan tvingades dock landa i Italien av amerikanskt stridsflyg där kaparna arresterades och dömdes till fängelse. Palestinska befrielsefrontens ledare Abu Abbas som också var med på planet arresterades dock inte då italienarna ansåg att det inte fanns tillräckligt med bevis för att han låg bakom kapningen och han lämnade landet efter två dagar. 1986 dömdes han dock i sin frånvaro till livstids fängelse av en italiensk domstol.
2003 tillfångatogs Abbas av amerikanska styrkor i Irak. Med hänvisning till den palestinsk-israeliska interimsöverenskommelsen från den 28 september 1995 ansåg Palestinska myndigheten att Abbas skulle släppas (enligt överenskommelsen ska ingen medlem av Palestinska befrielseorganisationen (PLO) åtalas eller gripas för handlingar utförda före Osloavtalet slöts 13 september 1993). USA menade dock att överenskommelsen endast gäller relationer mellan Israel och Palestinska myndigheten och att den därför inte var tillämpbar i detta fall. Abbas dog senare i amerikansk fångenskap, enligt USA dog han av naturliga orsaker av en hjärtattack. Palestinska befrielsefronten höll å sin sida USA ansvariga för sin ledares död.